# H2O (Herford)

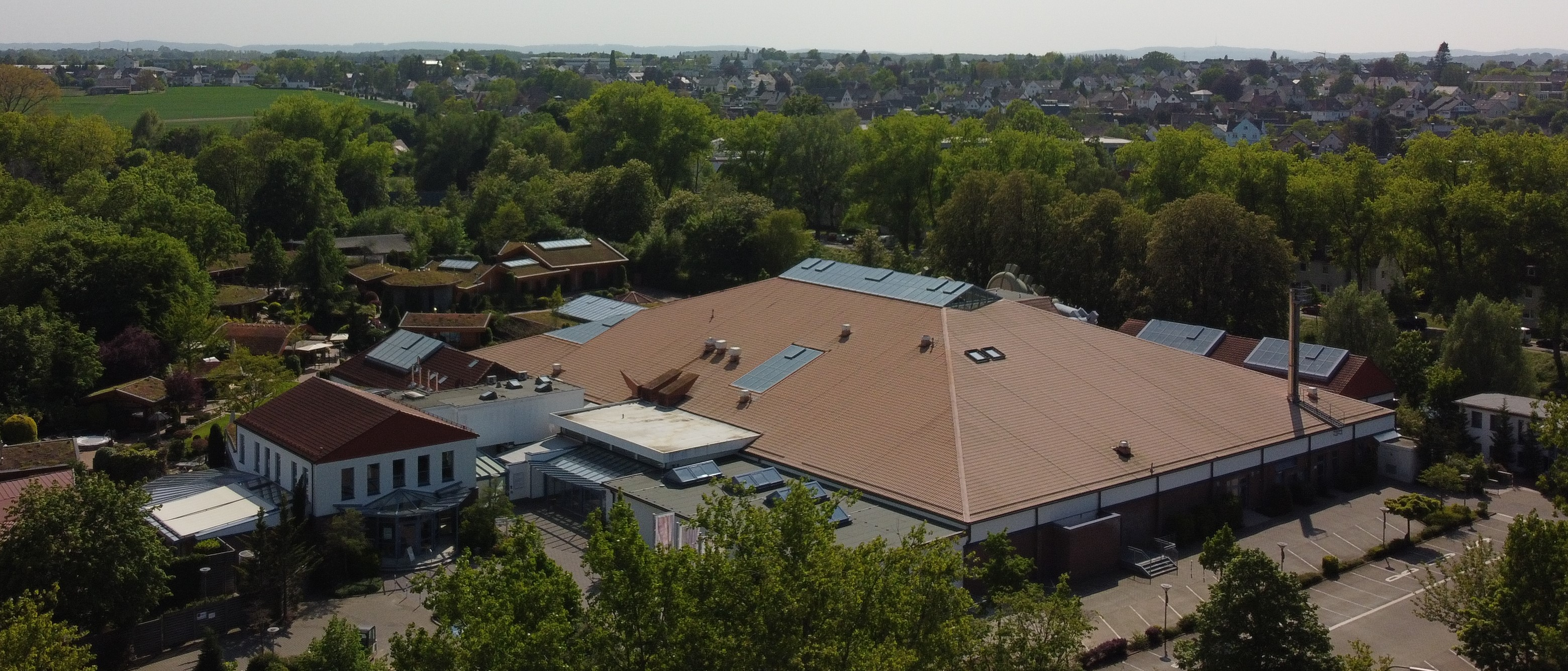
H2O Herford

Das H2O ist ein Sport- und Freizeitbad in der nordrhein-westfälischen Stadt Herford in Deutschland. Auf einer Fläche von über 3.500 Quadratmetern, davon 1.400 Quadratmeter Wasserfläche, gibt es ein Erlebnisbad, eine Saunalandschaft, einen Wellnessbereich und mehrere gastronomische Einrichtungen. Mit 524.000 Besuchern im Jahr 2013 und 561.000 Gästen 2014 gehört das H2O zu den beliebtesten Bädern Ostwestfalen-Lippes.

## Lage
Das H2O liegt in der Neustädter Feldmark an der Wiesestraße zwischen der Werre und dem Ludwig-Jahn-Stadion. Auf der gegenüberliegenden Seite der Wiesestraße befindet sich die ehemalige Kiewiese, die inzwischen als Parkplatz für das H2O und das Stadion dient und auf der von 1958 bis 2010 Kirmes- und Zirkusveranstaltungen ausgerichtet wurden.

## Geschichte
Vorläufer des H2O war das am 23. Juni 1935 eröffnete Otto-Weddigen-Bad, das sich an derselben Stelle befand und das nach dem in Herford geborenen U-Boot-Kommandanten Otto Weddigen aus dem Ersten Weltkrieg benannt war. Es war jahrzehntelang das einzige Herforder Freibad und hatte sogar einen 10-Meter-Sprungturm. Als sich immer mehr beheizte Freibäder durchsetzten, wurde das Wasser mit Hilfe des Werrewassers beheizt. Nachdem das Freibad in den 1990er Jahren nicht mehr zeitgemäß war und saniert werden musste, wurde es am 10. September 1994 geschlossen. Zwischenzeitlich war aber das Freibad Im Kleinen Felde mit der benachbarten Eissporthalle eröffnet worden, so dass in der Stadt wieder ein zeitgemäßes Freibad zur Verfügung stand. Als auch das im April 1966 eröffnete Herforder Hallenbad an der Hansastraße renoviert werden musste, wurde dieses im Juni 1997 geschlossen. Bereits zuvor war mit dem Bau des H2O begonnen worden, das im Oktober desselben Jahres eröffnet werden konnte. Es wird von den Stadtwerken Herford betrieben.
Wegen der großen Nachfrage musste der Saunabereich bereits mehrfach erweitert werden.

## Name
Vor Eröffnung des neuen Erlebnisbades wurde in der Stadt lange über den Namen diskutiert. Der alte Name „Otto-Weddigen-Bad“, auch kurz „Otto“ genannt, kam nicht mehr in Frage, da es sich um ein vollkommen anderes Bad handelte, das sich lediglich am selben Standort befand. Ganz wollte man auf diesen Namen aber auch nicht verzichten. So wurde der Vorschlag aufgegriffen, das Bad „Herfords zweites Otto“ – oder kurz H2O – zu nennen, was auch die chemische Formel für Wasser ist.

## Ausstattung

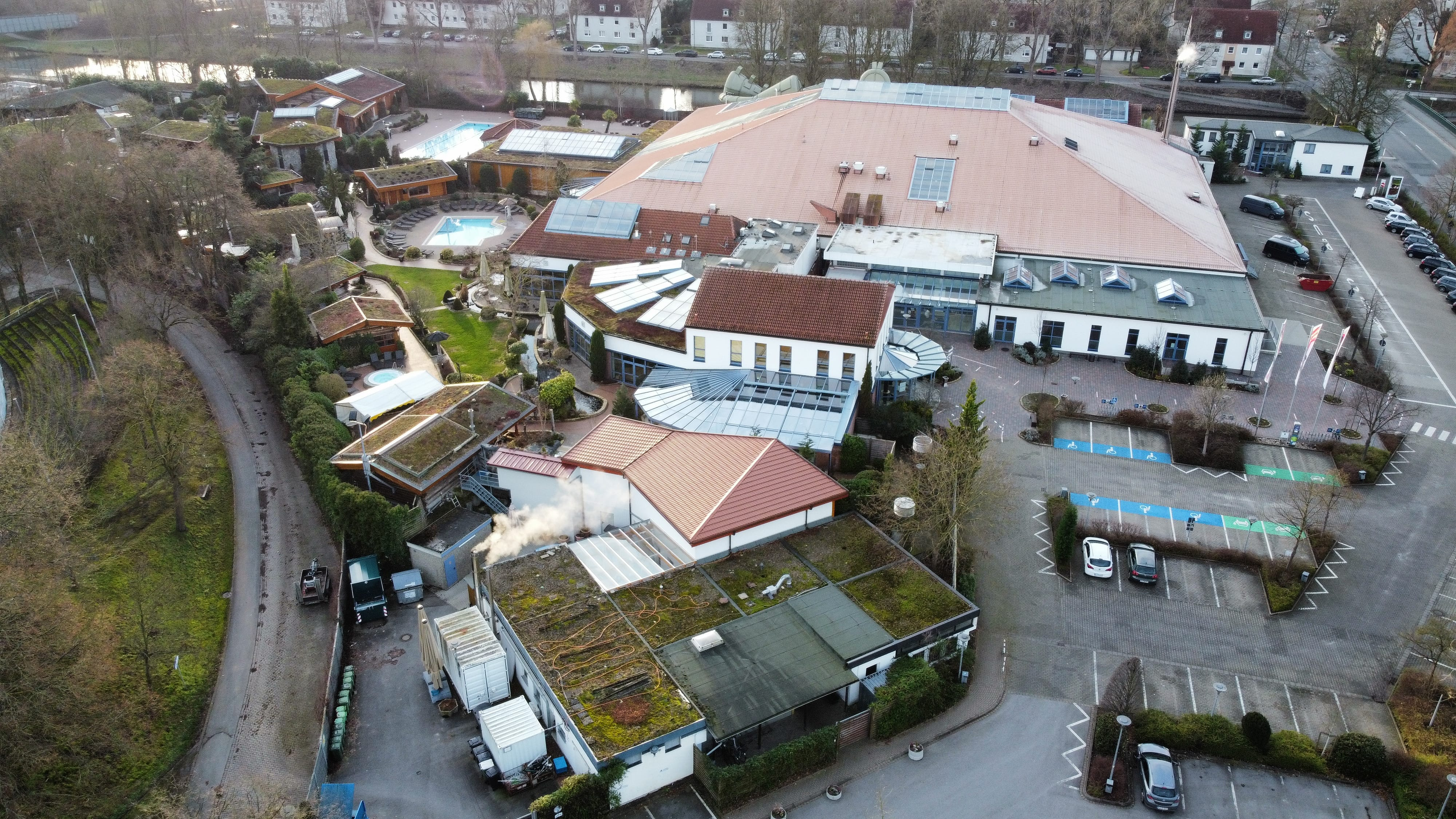
Luftbild mit Werre im Hintergrund

### Schwimmbad
Das Freizeitbad verfügt über ein Sportbecken einschließlich Sprungturm (1 Meter und 3 Meter) mit einer Bahnlänge von 25 Metern und einer Wassertemperatur von 28 °C. Ebenfalls vorhanden sind ein Wellenbad mit Wildbach und Wellenkanal und ein beheiztes Ganzjahres-Außenbecken mit einer Wassertemperatur von 32 °C und einer Länge von 25 Metern, das auch über einen Schwimmkanal aus dem Innenbereich des Bades zu erreichen ist.
Ergänzt werden diese Becken durch ein separates Baby-Planschbecken, einen Whirlpool, mehrere Wassermassage-Einrichtungen, einen Kinderspielbereich und zwei Rutschen. In der 146 Meter langen Jungle-Cone-Rutsche erlebt man eine Flussfahrt durch einen Dschungel. Die im November 2014 eröffnete Thunderbird-Rutsche ist 110 Meter lang. In ihr befinden sich gewölbte LED-Bildschirme zur Erzeugung von Videos. Dabei kann zwischen den drei Szenarien „Absturz ins Wasser“, „Schneesturm“ und „Weltraumabenteuer“ gewählt werden, die in Film und Ton während des 20 Sekunden dauernden Rutschvorgangs abgespielt werden.

### Dschungelinsel Tabokiri
Das Bad ist mit einer Dschungelinsel – genannt TABOKIRI – ausgestattet. Sie besteht aus einem 400 Quadratmeter großen „Dschungel“, der unter anderem mit Wasserrutschen, einer Tauchgrotte mit animierten Fischen und Korallenriff, einem alten Holzsegelboot und einem Maya-Tempel ausgestattet ist. Das Angebot richtet sich hauptsächlich an Kinder zwischen 5 und 11 Jahren.

### Saunalandschaft
Im Saunagarten im nordischen Stil gibt es zwölf verschiedene Saunen auf einer Fläche von über 5.000 Quadratmetern mit Temperaturen von 45 bis 100 °C, die sowohl im Innenbereich als auch im Außenbereich des Bades liegen (Saunagarten).
Dabei handelt es sich um ein Dampfbad (45 °C), ein Sanarium (60 °C), eine Bärensauna (60 °C), eine Vesitorni-Sauna (65 °C, Wasserturm-Sauna mit Film-Panorama), eine Suola-Sauna (75 °C), eine Terra-Sauna (75 bis 90 °C), eine Lölysauna (80 °C), eine Vaikutus-Sauna (80 °C, Themenaufgüsse), eine Heusauna (85 °C), eine Luonto-Sauna (90 °C), eine Saari-Sauna (100 °C) sowie eine Blockhaussauna (100 °C).
Die Vaikutus-Sauna ist eine sogenannte Event-Sauna. Sie bietet Platz für knapp 100 Personen und ist mit hochwertiger Licht- und Tontechnik ausgestattet.
Zum Abkühlen gibt es seit Oktober 2019 eine Schnee-Kabine (−12 °C) mit der Bezeichnung Lumikide.
In den Ruheräumen
kann man sich auf Wärmeliegen (39 °C) bei meditativer Musik entspannen. Im Innenbereich gibt es einen Whirlpool und ein Solarium, im Außenbereich einen weiteren Whirlpool und ein Außenbecken.
Zusätzlich wird mit der Zelt-Lounge ein besonders exklusiver Ruhebereich mit 14 Liegen angeboten, der halb- oder ganztags gebucht werden kann.
Die gesamte Saunalandschaft ist textilfreier Bereich. Jeweils dienstags ist Damen-Sauna-Tag.

### Wellnessbereich
Im Refugium werden Massagen, Körperpeelings, Körperpackungen, Gesichtsbehandlungen, kosmetische Behandlungen und Solarien angeboten.

### Weitere Angebote
Das Bad bietet Wasserfitness-Kurse an, bei denen in Übungen die Gelenke, Bänder und Sehnen entlastet und die Muskulatur und der Bewegungsapparat gestärkt werden. Die Kurse sind für unterschiedliche Zielgruppen konzipiert.
Außerdem werden Fastenkuren und Kanutouren auf der Werre angeboten.

### Gastronomie
Im Schwimmbad können die Besucher des Bades auf zwei Ebenen Getränke, kleine Snacks und Salate verzehren. Die Sonderspeisekarten wechseln regelmäßig und bieten saisonale Angebote.
In der Saunalandschaft gibt es im Innenbereich ein Restaurant, eine Saunabar und den Living-Room, wo an einem offenen Kamin Speisen und Getränke serviert werden. An der Felsentheke im Saunagarten gibt es italienische Küche.